# Décembre 1820
Cette page présente les faits marquants du mois de décembre 1820.

## Événements
- 1er décembre : Charles Metcalfe remplace Henry Russell comme résident britannique de la Hyderabad[1]. Il contrôle le gouvernement du nizam. Le pays tombe dans la misère. Les armées licenciées survivent grâce au pillage.

- 6 décembre : élection présidentielle américaine de 1820. Le républicain démocrate James Monroe obtient un second mandat de président des États-Unis[2]. L'élection présidentielle américaine de 1820 fut la troisième (et dernière) pour laquelle il n'y eut aucune compétition électorale. La disparition du parti fédéraliste et le fait que le président démocrate-républicain sortant, James Monroe, se représente, assura à ce dernier une réélection sans concurrence.

- 8 décembre : la London Missionary Society ouvre ses premières écoles à Antananarivo, à Madagascar.